# Ворота (озеро, Якутия)
Ворота — проточное озеро, предположительно, термокарстового происхождения в южной части Оймяконского улуса Якутии, Россия. Расположено в труднодоступной горной местности на высоте 1109 м над уровнем моря в пределах плато Сордоннох, в 23 км к юго-востоку от озера Лабынкыр и в 11 км к юг-юго-востоку от озера Ястребиное.
Форма озера вытянута с северо-запада на юго-восток. Площадь поверхности — около 2,6 км². Длина водоёма — 3,5 км, максимальная ширина в юго-восточной части — 1 км. Прозрачность воды — до 13 м.
С юга в озеро впадают два ручья; на севере вытекает река Мандычен, протекающая ещё через несколько озёр и впадающая в реку Туора-Юрях, приток Индигирки. Берега крутые, на северо-востоке находится гора Ворота, 1433 м. Населённые пункты на озере отсутствуют. 
Озеро было изучено двумя научными экспедициями:
- В 1953 году группой из Восточно-Сибирского филиала АН СССР под руководством Василия Твердохлебова;
- В 2014 году сотрудниками Института биологических проблем криолитозоны СО РАН, Лимнологического института СО РАН и Национального исследовательского Иркутского технического университета;

В ходе экспедиции 2014 года была определена мощность осадочного чехла на озере (3 м), проведено геофизическое исследование озера с помощью профилографа, составлена подробная батиметрическая карта. Исследования показали, что при средней глубине в 50 м максимальная глубина озера в ямах составляет до 90 м.